# Língua cassúbia

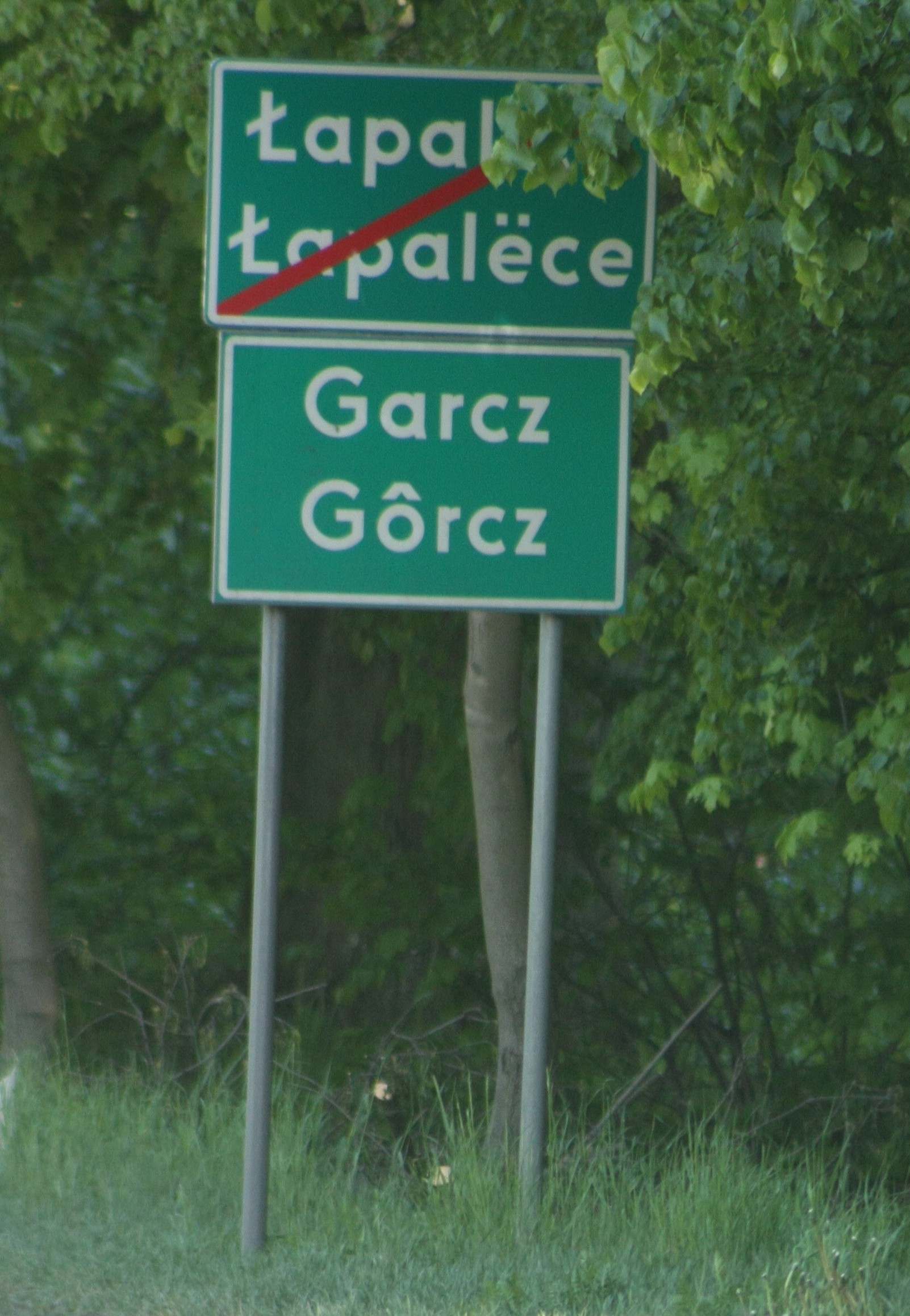
Duas placas bilíngues em Garcz, na Cassúbia, com o nome em polonês na parte de cima e em Cassúbio na parte de baixo

O cassúbio ou cassubiano (também conhecido como cachubo ou cassubo) é um idioma lequítico da família das línguas eslavas ocidentais, falado atualmente por aproximadamente 200.000 pessoas, sendo que aproximadamente 100.000 declaram-no como língua materna  e aproximadamente 53.000 utilizam-no em seu dia a dia. A maior parte dos falantes desse idioma vivem no Centro-Norte da Polônia, no estado da Pomerânia, mas há alguns falantes ativos no Canadá, nos vales do Rio Madawaska e do Rio Bonnechere. Há um número pequeno de falantes nos Estados Unidos da América e na Alemanha.
O Cassúbio é o último descendente de uma linha de dialetos falados no que hoje é o norte da Polônia e da Alemanha. No "Atlas de línguas do Mundo em Perigo", da UNESCO, o Cassúbio está listado como "em perigo severo". Desde 2005, a língua é reconhecida como língua regional do território Pomerano.

## História
Por muito tempo, o cassúbio foi considerado como dialeto do polonês. Seu desenvolvimento foi influenciado pelo baixo-alemão, pelo prussiano antigo e pelo polábio, e também apresenta algumas semelhanças com alguns dialetos poloneses.
Pelo tempo, os falantes de línguas pomeranas, com exceção dos cassúbios, foram absorvidos pela colonização Alemã e os cassúbios cada vez mais procurou o suporte do círculo cultural polonês. Assim, os dialetos cassúbios, que já compartilhavam certa semelhança com o polonês, foram fortemente polonizados, particularmente os dialetos do sudeste, que estão mais próximos da região polófona.
O primeiro ativista cassúbio foi Florian Ceynowa, que buscou mostrar a cultura cassúbia para o mundo. Publicou livros e o primeiro alfabeto propriamente cassúbio, que, após algumas adaptações, é o utilizado hoje em dia pelo idioma. Seus trabalhos foram continuados pelo escritor Hieronim Derdowsky.
No início do século XX, um movimento dos então chamados jovens-cassúbios emergiu, liderado pelo escriba Alexander Majkowsczi. Eles organizaram a primeira sociedade cassúbia e, em 1908 começaram a publicar a revista "Gryf". Alexander Majkowsczi foi o escritor do primeiro romance cassúbio, "A Vida e Aventura de Remus". escrito com foco nos dialetos do sudoeste. A gramática escrita por ele permaneceu apenas em manuscrito.
No final do século XX, viu-se uma nova onda de renascimento para o idioma. Após a Segunda Guerra Mundial, começaram a ser transmitidos programas de rádio e televisão em cassúbio, escolas para o idioma foram fundadas na Polônia, escrituras sagradas, como a bíblia foram traduzidas, dicionários Cassúbio-Polonês-Cassúbio foram publicados, assim como traduções de outras obras literárias de um idioma para outro.
Em 1975, o livro "As bases da ortografia cassúbia" foi publicado; em 1981, uma gramática; em 1982, o primeiro livro didático para estudantes. Esses fatores contribuíram para uma unificação das normas literárias da língua. Contudo, esse processo ainda está incompleto, já que a prática de orientar as pessoas por seus dialetos ainda não foi eliminada. Assim, a norma gramatical comumente discutida leva em conta os fatores comuns entre a maioria dos dialetos.

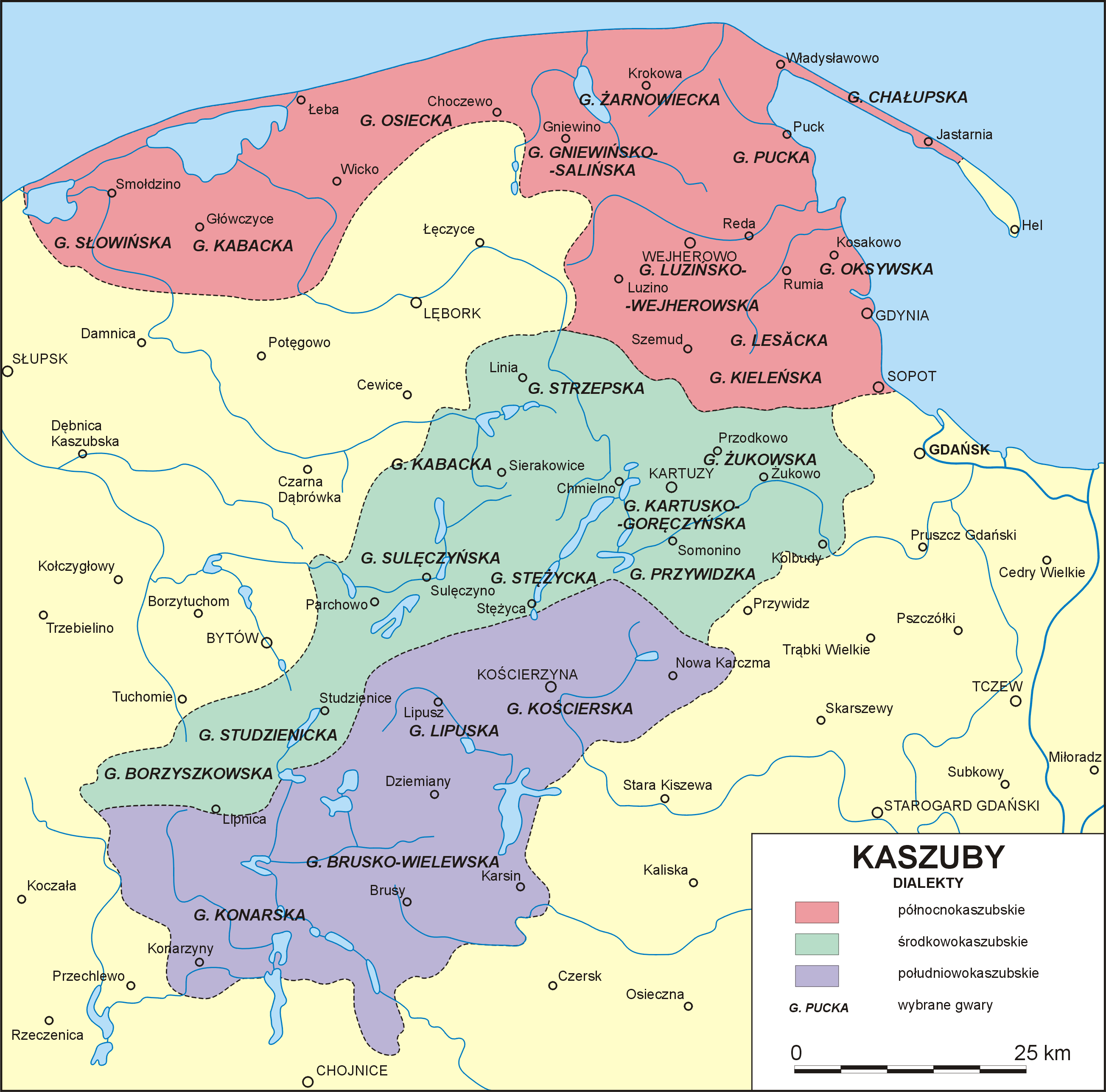
Dialetos cassúbios na área polonesa no início do século XX

Em 2003, o cassúbio recebeu seu próprio código ISO 639-2 (“csb”), baseado nos padrões da ISO

### Diferenças dialetais
Há uma diversidade dialética gigante no idioma cassúbio, assim como uma disparidade muito grande nos dialetos em si. Foram identificados, até hoje, pelo menos 76 dialetos distintos, agrupados em 15 divisões, como descrito por Friedrich Lorentz em 1925. A maioria destes ainda são existentes na região. dessas 15 divisões, são identificáveis três regiões macro-dialetais: os grupos dialetais do Cassúbio do Norte, Central e do Sul.
A variante do Sul é a variante com menos características não-polonesas, a variante Central é a com maior número de falantes e, por isso, é a mais encontrada em textos literários, e a variante do Norte é a com maior diversidade internamente.
Hoje, uma base dialética literária oficial não existe até hoje. A busca por uma só se iniciou no século XIX. Assim, todos os textos escritos em cassúbio são baseados em diferentes dialetos. Hoje, os esforços continuam para encontrar uma língua escrita aceitável e a fundação de uma base literária unificada. Mesmo assim, há uma grande quantidade de características comuns aos textos de todos os dialetos e essas são as discutidas quando trata-se sobre a escrita cassúbia. Muitas influências externas, do alemão e do polonês aparecem em textos cassúbios, como a posposição dos adjetivos em relação aos substantivos (" jãzёk kaszёbsczi em vez de kaszёbsczi jãzёk (em polonês, język kaszubski; em português, "língua cassúbia") e a formação do modo subjuntivo ("bёm, bёs ... (em polonês bym, byś ...; em português, "seja", "sejas").

## Fonologia
O inventário fonético cassúbio é bem similar ao Polonês, mas possui uma variedade maior de vogais, assim como de consoantes. A maior parte das consoantes retroflexas do polonês são análogas a consoantes palatais do cassúbio.

### Vogais
O cassúbio possui 11 fonemas vocálicos. A vogal central média /ə/ é um som característico do idioma, que se desenvolveu das vogais /i/ e /u/ curtas em palavras como rëba (em polonês, ryba; em português, "peixe") e lëba (em polonês, liba; em português, "limão") contrastando com o polonês, que não o possui. As 11 vogais estão representadas a seguir:
| Altura       | Anterior        | Central         | Central     | Posterior   |
| Altura       | não arredondada | não arredondada | arredondada | arredondada |
| ------------ | --------------- | --------------- | ----------- | ----------- |
| Fechada      | i               | (ɨ)             |             | u           |
| Semi-Fechada | e               | ə               |             | o           |
| Semi-Aberta  | ɛ               | ə               | ɞ           | ɔ           |
| Aberta       |                 | a               |             |             |

Há também as vogais nasalizadas [õ] e [ã]

### Consoantes
O idioma cassúbio possui de 26 a 30 consoantes, dependendo do dialeto, representadas a seguir, seguindo o padrão da IPA:
| Modo de articulação | Bilabial | Bilabial | Labio-dental | Labio-dental | Alveolar | Alveolar | Pós-alveolar | Pós-alveolar | Retroflexo | Palatal | Palatal | Velar | Velar |
| ------------------- | -------- | -------- | ------------ | ------------ | -------- | -------- | ------------ | ------------ | ---------- | ------- | ------- | ----- | ----- |
| Nasal               | m (mʲ)   | m (mʲ)   |              |              | n        | n        |              |              |            | ɲ       | ɲ       |       |       |
| Oclusiva            | p (pʲ)   | b (bʲ)   |              |              | t        | d        |              |              |            |         |         | k     | g     |
| Fricativa           |          |          | f (fʲ)       | v (vʲ)       | s (sʲ)   | z (zʲ)   | ʃ            | ʒ            | (ʐ)        | (ɕ)     | (ʑ)     | x     | x     |
| Africada            |          |          |              |              | t͡s (t͡sʲ) | d͡z (d͡zʲ) | t͡ʃ           | d͡ʒ           |            | (t͡ɕ)    | (d͡ʑ)    |       |       |
| Vibrante            |          |          |              |              | r        | r        |              |              | (r̝)        |         |         |       |       |
| Aproximante         | w        | w        |              |              |          |          |              |              |            | j       | j       | w     | w     |
| Lateral             |          |          |              |              |          |          |              |              |            | l       | l       |       |       |

1. 1 2 3 4 5 6 7 8 9  A palatalização sempre ocorre seguida de i
2. 1 2 3 4 5 6  Somente presente em alguns dialetos

### Transformações fonológicas
- O contraste de consoantes vozeada/desvozeada (/p/:/b/, /t/:/d/, etc..) é praticamente perdido no fim de palavras:

chléb = /xlep/; ksądz = /ksõt͡s/
- A vogal central aberta /a/ tende a nasalizar sempre que há um som nasal que a segue:

tam = /tãm/; scana = /st͡sãna/
- As consoantes /k/ e /g/ tendem a ser transformadas em /ʃ/ e /ʒ/ sempre que são seguidas de /i/ ou /e/:

rek "caranguejo" (NOM SG) -> reczi (NOM PL);
rzeka "rio" (NOM SG) -> rzeczi (GEN SG, NOM PL);
mitczi "macio" (м NOM SG) -> mitkô (F NOM SG);
dłudzi "longo" (M NOM SG)' -> długó (F NOM SG)

## Escrita

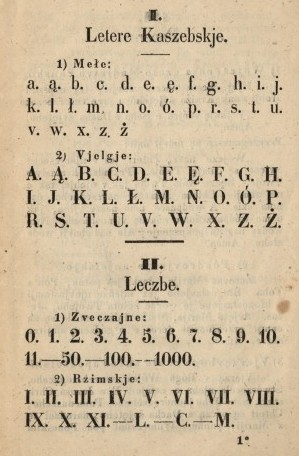
Página do alfabeto publicado por Florian Ceynowa

Inicialmente, o alfabeto polonês era utilizado para escrever textos em cassúbio, mas este não refletia toda a diversidade de sons da língua. As primeiras aparições do cassúbio vêm de textos de 1402, mas não são escritos totalmente em cassúbio, e sim em polonês, com alguns cassubianismos. Um alfabeto próprio do idioma foi proposto somente em 1879, por Florian Ceynowa. Seu trabalho foi continuado pelo poeta Hieronim Derdowsky, que se tornou um escritor clássico da língua.

### Alfabeto
O sistema de escrita utilizado no cassúbio hoje é uma evolução do alfabeto cassúbio (kaszëbsczé abecadło), proposto inicialmente por Ceynowa, que utiliza como base o alfabeto latino. A principal alteração do alfabeto moderno em relação ao proposto por Ceynowa é a do grafema ę, para ã.
| Letra | Pronúncia (IPA)     |
| ----- | ------------------- |
| A a   | [a]                 |
| Ą ą   | [õ], [ũ]            |
| Ã ã   | [ã], [ɛ̃]            |
| B b   | [b]                 |
| C c   | [t͡s]                |
| D d   | [d]                 |
| E e   | [ɛ]                 |
| É é   | [e], [ɨj], [i], [ɨ] |
| Ë ë   | [ə]                 |
| F f   | [f]                 |
| G g   | [g]                 |
| H h   | [x]                 |
| I i   | [i]                 |
| J j   | [j]                 |
| K k   | [k]                 |
| L l   | [l]                 |
| Ł ł   | [w], [l]            |

| Letra | Pronúncia (IPA)         |
| ----- | ----------------------- |
| M m   | [m]                     |
| N n   | [n]                     |
| Ń ń   | [ɲ], [n]                |
| O o   | [ɔ]                     |
| Ò ò   | [wɛ]                    |
| Ó ó   | [o], [u]                |
| Ô ô   | [ɞ], [ɛ], [ɔ], [o], [u] |
| P p   | [p]                     |
| R r   | [r]                     |
| S s   | [s]                     |
| T t   | [t]                     |
| U u   | [u]                     |
| Ù ù   | [wʉ], [wu]              |
| W w   | [v]                     |
| Y y   | [i]                     |
| Z z   | [z]                     |
| Ż ż   | [ʒ]                     |

### Dígrafos
O idioma também conta com alguns dígrafos. São eles:
| Dígrafo | Pronúncia (IPA) |
| ------- | --------------- |
| Ch ch   | [x]             |
| Cz cz   | [t͡ʃ]            |
| Dz dz   | [d͡z]            |
| Dż dż   | [d͡ʒ]            |
| Rz rz   | [r̝], [ʐ]        |
| Sz sz   | [ʃ]             |

### Ortografia
A ortografia é baseada em princípios histórico-etimológicos e têm certa influência do polonês.
- As consoantes /p/, /b/, /f/, /v/, /m/, /n/, /s/, /z/, /dz/, /c/ são palatalizadas quando seguidas pela letra "i". Se não houver nenhuma vogal após o "i", a vogal pronunciada é /i/. Caso a vogal /i/ siga uma dessas consoantes, mas ausente de palatalização, a vogal é representada como "y". A vogal /i/ é escrita como "i" em todos os outros casos.[10] Assim, dim = /dim/ ("fumaça"), nisko = /ɲiskɔ/ ("baixo") e bëlny = /bəlni/ ("duro, rígido")

- O acento grave nas vogais /o/ e /u/ simboliza um aproximante labiovelar em início de palavra, ou após as consoantes /b/, /p/, /m/, /w/, /k/, /g/ e /h/.[7][9]

- O símbolo ń é utilizado para representar a consoante /ɲ/ no final de palavras e antes de outras consoantes.[9][10]

## Gramática

### Substantivos

#### Flexão de número e gênero
O cassúbio moderno possui dois números gramaticais: singular e plural, mas há vestígios do número dual, hoje arcaico, em declinações dos pronomes pessoais e algumas formas dos verbos.
Também possui três gêneros distinguidos no singular: masculino, neutro e feminino, e dois gêneros distinguidos no plural: masculino pessoal e não-masculino pessoal.

#### Casos Gramaticais
A língua cassúbia consta de sete casos gramaticais, que são os mesmos usados no Polonês:
1. O nominativo indica o sujeito da frase e não recebe marcação específica, sendo o "modo padrão" do nome.
2. O acusativo indica o objeto direto da frase, ou seja, o paciente da ação verbal.
3. O dativo indica o que é dado, seja para alguém ou para algo. Geralmente esse algo é um objeto indireto.
4. O genitivo indica relação de dependência entre nomes (no português, utiliza-se "de"). O caso genitivo mais comum é o usado para indicar posse.
5. O instrumental indica o instrumento com o qual se faz uma ação ou para indicar companhia (exemplos no português: "Cavei um buraco com uma pá ou "Fui ao mercado com minha mãe). No cassúbio, há uma forte tendência de esse caso aderir a preposição z(s)/ze(se) ("com") quando utilizado em sua função básica (a de expressão de um instrumento), por influência do alemão.[9]
6. O locativo indica o local onde ocorre a ação. No Cassúbio, esse caso demanda uma preposição ("o").
7. O vocativo indica a pessoa com quem se fala (como no português "Senhora Maria!", "Bom dia, sr. João!");[a]

1. ↑  O caso Vocativo quase não é usado, sendo sobreposto pelo caso Nominativo. Mesmo assim, ele ainda existe no idioma.[6][10]

#### Declinação
A declinação dos substantivos cassúbios difere em três categorias: o caso gramatical em que ele se declina, o gênero da palavra e a divisão de palavras fortes/fracas. No singular, para substantivos animados, a declinação no caso acusativo coincide com a no caso genitivo, enquanto para substantivos inanimados, a declinação no caso acusativo coincide com a no caso nominativo. No plural, por outro lado, a declinação coincidente dos casos acusativo e genitivo ocorre para substantivos masculinos pessoais, enquanto a coincidência dos casos acusativo e nominativo ocorre para os não-masculinos pessoais.
A declinação das palavras masculinas exemplificadas por chłop "homem", lës "raposa", kóń "cavalo" e kosz "cesta" estão demonstradas a seguir:
| Caso         | Palavras fortes | Palavras fortes | Palavras fortes | Palavras fortes | Palavras fracas | Palavras fracas | Palavras fracas | Palavras fracas |
| Caso         | chłop           | chłop           | lës             | lës             | kóń             | kóń             | kosz            | kosz            |
| Caso         | Singular        | Plural          | Singular        | Plural          | Singular        | Plural          | Singular        | Plural          |
| ------------ | --------------- | --------------- | --------------- | --------------- | --------------- | --------------- | --------------- | --------------- |
| Nominativo   | chłop           | chłopi, -ë      | lës             | lëse            | kóń             | konie           | kosz            | kosze           |
| Acusativo    | chłopa          | chłopów         | lësa            | lëse            | konia           | konie           | kosz            | kosze           |
| Genitivo     | chłopa          | chłopów         | lësa            | lësów           | konia           | koni, -ów       | kosza           | koszi, -ów      |
| Dativo       | chłopu, -owi    | chłopom         | lësowi          | lësom           | koniu, -owi     | koniom          | koszu, -owi     | koszom          |
| Instrumental | chłopem         | chłopami, -ama  | lësem           | lësami, -ama    | koniem          | koniami, -ama   | koszem          | koszami, -ama   |
| Locativo     | chłopie         | chłopach        | lësu            | lësach          | koniu           | koniach         | koszu           | koszach         |
| Vocativo     | chłopie         | chłopi, -ë      | lësu            | lëse            | koniu           | konie           | koszu           | kosze           |

A declinação das palavras neutras exemplificadas por pismo "letra", sercë "coração", semiã "semente" e celã "panturrilha" estão demonstradas a seguir:
| Caso         | Palavras fortes | Palavras fortes | Palavras fortes | Palavras fortes | Palavras fracas | Palavras fracas | Palavras fracas | Palavras fracas |
| Caso         | pismo           | pismo           | sërce           | sërce           | semiã           | semiã           | celã            | celã            |
| Caso         | Singular        | Plural          | Singular        | Plural          | Singular        | Plural          | Singular        | Plural          |
| ------------ | --------------- | --------------- | --------------- | --------------- | --------------- | --------------- | --------------- | --------------- |
| Nominativo   | pismo           | pisma           | sërce           | sërca           | semiã           | semiona         | celã            | celãta          |
| Acusativo    | pismo           | pisma           | sërce           | sërca           | semiã           | semiona         | celã            | celãta          |
| Genitivo     | pisma           | pismów          | sërca           | sërc, -ów       | semienia        | semion, -ów     | celãca          | celãt, -ąt      |
| Dativo       | pismu           | pismom          | sërcu           | sërcom          | semieniu, -owi  | semionom        | celãcu          | celãtom         |
| Instrumental | pismem          | pismami, -ama   | sërcem          | sërcami, -ama   | semieniem       | semionami, -ama | celãcem         | celãtami, -ama  |
| Locativo     | pismie          | pismach         | sërcu           | sërcach         | semieniu        | semionach       | celãcu          | celãtach        |
| Vocativo     | pismo           | pisma           | sërce           | sërca           | semiã           | semiona         | celã            | celãta          |

A declinação das palavras femininas exemplificadas por rëba "peixe", noga "perna", owca "ovelha" e môłniô "relâmpago" estão demonstradas a seguir:
| Caso         | Palavras fortes | Palavras fortes | Palavras fortes | Palavras fortes | Palavras fracas | Palavras fracas | Palavras fracas | Palavras fracas |
| Caso         | rëba            | rëba            | noga            | noga            | owca            | owca            | môłniô          | môłniô          |
| Caso         | Singular        | Plural          | Singular        | Plural          | Singular        | Plural          | Singular        | Plural          |
| ------------ | --------------- | --------------- | --------------- | --------------- | --------------- | --------------- | --------------- | --------------- |
| Nominativo   | rëba            | rëbë            | noga            | nodżi           | owca            | owce            | môłniô          | môłnie, -é      |
| Acusativo    | rëbã            | rëbë            | nogã            | nodżi           | owcã            | owce            | môłniã          | môłnie, -ié     |
| Genitivo     | rëbë            | rib             | nodżi           | nogów           | owcë            | owców, -iec     | môłni, -ie, -ié | môłni, -ów      |
| Dativo       | rëbie           | rëbom           | nodze           | nogom           | owcë            | owcom           | môłni, -ié      | môłniom         |
| Instrumental | rëbą            | rëbami, -ama    | nogą            | nogami, -ama    | owcą            | owcami, -ama    | môłnią          | môłniami, -ama  |
| Locativo     | rëbie           | rëbach          | nodze           | nogach          | owcë            | owcach          | môłni, -ié      | môłniach        |
| Vocativo     | rëbo            | rëbë            | nogo            | nodżi           | owco            | owce            | môłniô          | môłnie, -ié     |

### Pronomes
Com o tempo, os pronomes do idioma se adaptaram às mudanças da fala, mas ainda são perceptíveis alguns arcaísmos em relação a eles, como o número dual na declinação do pronome de 1ª pessoa. O pronome de 2ª pessoa se adaptou a essa mudança utilizando sua antiga forma dual como plural, e a forma plural como uma forma honorífica. Dessa maneira, wa jidzeta = "vocês estão indo", enquanto wë jidzetë = "vocês estão indo", mas de uma forma mais polida, de maneira honorífica ao grupo ou a uma pessoa dele.
Os pronomes pessoais e suas declinações, em concordância com gênero, número e caso são:
| Caso         | Primeira pessoa | Primeira pessoa        | Primeira pessoa | Segunda pessoa | Segunda pessoa | Segunda pessoa               | Terceira pessoa | Terceira pessoa | Terceira pessoa | Terceira pessoa   | Terceira pessoa       | Reflexivo        |
| Caso         | Singular        | Dual (age como plural) | Plural          | Singular       | Plural         | Honorífico (age como plural) | Singular        | Singular        | Singular        | Plural            | Plural                | Reflexivo        |
| Caso         | Singular        | Dual (age como plural) | Plural          | Singular       | Plural         | Honorífico (age como plural) | Masculino       | Neutro          | Feminino        | Masculino pessoal | Não-masculino pessoal | Reflexivo        |
| ------------ | --------------- | ---------------------- | --------------- | -------------- | -------------- | ---------------------------- | --------------- | --------------- | --------------- | ----------------- | --------------------- | ---------------- |
| Nominativo   | jô              | ma                     | më              | të             | wa             | wë                           | on              | ono, no         | ona, na         | oni, ni           | onë, në               | -                |
| Acusativo    | mnie, mie, miã  | naju                   | nas, nôs        | cebie, ce, cã  | waju           | was, wôs                     | jego, jen, go   | je              | jã, niã         | jich              | je                    | sebie, sã, so    |
| Genitivo     | mnie, mie       | naju                   | nas, nôs        | cebie, ce      | waju           | was, wôs                     | jego            | jego            | ji, jé, ni      | jich, jejich      | jich, jejich          | sebie, se        |
| Dativo       | mnie, mie       | nama                   | nóm             | tobie, cë      | wama           | wóm                          | jemu, mu        | jemu, mu        | ji              | jim, jima         | jim, jima             | sobie, se, so    |
| Instrumental | mną             | nama                   | nami            | tobą           | wama           | wami                         | nim             | nim             | nią             | nimi, jima, nima  | nimi, jima, nima      | sobą             |
| Locativo     | o mnie, mie     | o naju                 | o nas, nôs      | o cebie, tobie | o waju         | o was, wôs                   | o nim           | o nim           | o ni            | o nich            | o nich                | o sebie, o sobie |

### Verbos
Os verbos do cassúbio são um assunto complexo. Eles constam de vários arcaísmos como, por exemplo, a persistência da conjugação dual em concordância com o pronome (-ma em concordância com o pronome de 1ª pessoa ma), mesmo que o número dual não exista mais na língua: ma sedzyma - më sedzymë (em português, as duas construções significam "nós nos sentamos", mas antigamente, a primeira significava "nós dois nos sentamos"). Além disso, algumas formas verbais variam de dialeto para dialeto como, por exemplo, o verbo bëc (em português, "ser/estar"), cuja conjugação básica no presente (jô jem, të jes, on/ono/ona je, ma jesmë/jesta, wa jesta/jesce, oni/onë są) recebe diversas outras formas, tanto no singular (jô jezdem, jô jestem, jô żem je, jô je, jô jest; të jezdes, të jestes, të żem je, të je, të jest; on/ono/ona jest, on/ono/ona jesta; ma jesma, më jesma, më  sąsmë, mësmë są, më sąmë, më są; wa sąsta, wa sąta, wa są). O verbo, no passado e no futuro, também concorda com gênero. Assim, há três conjugações para um mesmo verbo, na mesma pessoa gramatical e no mesmo tempo: on chodzył, ona chodzyła, ono chodzyło (em português, "ele andou", "ela andou", "isto andou").

#### Tempo
A língua possui três tempos verbais: passado, presente e futuro

##### Presente
Os verbos do idioma cassubo possuem quatro conjugações principais, característicos do tempo presente:
| Pessoa    | Número   | 1ª conjugação      | 2ª conjugação              | 3ª conjugação (contraída) | 3ª conjugação (descontraída) | 4ª conjugação  |
| Pessoa    | Número   | niesc ("carregar") | robic ("fazer, trabalhar") | grac ("jogar, tocar")     | grac ("jogar, tocar")        | jesc ("comer") |
| --------- | -------- | ------------------ | -------------------------- | ------------------------- | ---------------------------- | -------------- |
| 1ª pessoa | Singular | niosã              | robiã                      | gróm                      | grajã                        | jém            |
| 1ª pessoa | Plural   | niesemё (-ma)      | robimё (-ma)               | grômё (-ma)               | grajemё (-ma)                | jémё (-ma)     |
| 2ª pessoa | Singular | niesesz            | robisz                     | grôsz                     | grajesz                      | jész (jés)     |
| 2ª pessoa | Plural   | nieseta            | robita                     | grôta                     | grajeta                      | jéta           |
| 3ª pessoa | Singular | niese              | robi                       | grô                       | graje                        | jé             |
| 3ª pessoa | Plural   | niosą              | robią                      | grają                     | grają                        | jédzą          |

1. ↑  A forma descontraída da 3ªa conjugação é uma forma arcaica, utilizada hoje apenas nos dialetos do Norte e sobrevivem até hoje, mas essa forma é mais comumente encontrada somente na conjugação de 1ª pessoa do singular
2. ↑  Os únicos verbos conhecidos da 4ª conjugação são jesc (em português, "comer") e wiedzec (em português, "conhecer, saber")
3. 1 2 3 4 5  O final -ma é atribuído ao arcaico tempo dual, hoje utilizado como plural comum.

##### Passado
O tempo passado dos verbos pode ser formado de três maneiras diferentes:
1. Com a utilização do auxiliar bëc ("ser/estar") e o particípio-l, marcado por um final em l ou ł (no caso do verbo robic ("fazer"), ele se torna robił). Essa forma é mais arcaica e é comum na fala da geração mais velha e em obras literárias:"jô jem robił(a), të jes robił(a), on/ono/ona je robił(o/a), më jesmë robilë(łë), wa jesta robilë(łë), oni/onë są robilë(łë), wë jesce robiłë"
2. Com a utilização somente do particípio-l, em que o pronome pessoal recebe maior significância:"jô robił(a), të robił(a), on/ono/ona robił(o/a), më robilë(łë), wa robilë(łë), oni/onë robilë(łë), wë robiłë"
3. Com a utilização do verbo miec("ter") e o particípio passivo do verbo, formado pelo final "-n-, -t-, -l- e -ł-". Essa formação é semelhante ao inglês, com o verbo "have" e a utilização do particípio: "on mô to wszëtko zrobiony" (em inglês, "he has done it all")(em português, "ele fez tudo"). Um caso especial dessa formação é o de que o auxiliar se torna o verbo bëc ("ser/estar") quando o verbo é intransitivo e implica movimento e, nesse caso, o particípio concorda em gênero e número com o sujeito: "Ta białka je precz jidzonô" (em português, "Aquela(A) mulher foi embora")

Construções no pretérito mais-que-perfeito também são possíveis, mas raramente ocorrem.

##### Futuro
O futuro perfeito do verbo ("eu farei") é formado a partir do presente perfeito:  robiã (em português, "eu faço") -> jô zrobiã, të zrobisz, on/ono/ona zrobi, më zrobimë, wa zrobita (forma honorífica = wë zrobice, oni/onë zrobią; enquanto o futuro imperfeito do verbo ("eu estarei fazendo") é formado com o auxiliar bëc ("ser/estar") conjugado no futuro + o particípio-l do verbo: "jô bãdã robił(a), të bãdzesz robił(a), on/ona/ono bãdze robił(a,o), më bãdzemë robilë, wa bãdą robiłë, oni/onë bądzeta robiłë"

#### Aspecto
O cassúbio apresenta dois aspectos verbais: perfeito e imperfeito. O imperfeito é formado pela adição do sufixo -owa- no verbo. Assim, zapizac(em português, "anotar") -> zapis-owa-c(em português, "anotando"), zapitac (em português, "perguntar") -> zapit-owa-c (em português, "perguntando"), enquanto o perfeito é formado adicionando prefixos como -z- em zrobiã (em português, "(eu) faço"), -u- em ugrãdzëc (em português, "apertar"), -wë- em wëjahac (em português, "sair"), etc.. A marcação de aspecto é independente da marcação de tempo.

#### Modo
São distinguidos três modos verbais: o indicativo, o subjuntivo e o imperativo.
O modo indicativo aponta certeza e objetividade do falante sobre um determinado evento, seja ele no passado, presente ou futuro. Esse é o modo padrão do verbo.
O modo subjuntivo aponta duvida ou incerteza do falante sobre um determinado evento, seja ele no passado, presente ou futuro. Esse modo é formado pela adição da partícula invariável bë ao verbo em sua forma de particípio-l: jô bë robił.
O modo imperativo aponta uma ordem ou pedido. Ele é marcado pelos sufixos
- -ëme/-ime para a 1ª pessoa
- -ë/-i para a 2ª pessoa do singular
- -ëta/-ita para a 2ª pessoa do plural
- -ëce/-ice para a forma honorífica.

Existem regras diferentes para os verbos terminados em -j, como stoj (em português, "esperar, parar"). Nesse caso, os sufixos são, respectivamente, më, -ë/-i, ta e ce.

#### Formas impessoais
- O infinitivo é formado pelo sufixo -c: robic (em português, "fazer"), grac (em português, "tocar, jogar"), etc.[9]
- O gerúndio é utilizado somente em linguagem literária, não sendo muito comum na fala coloquial.[9]

## Vocabulário

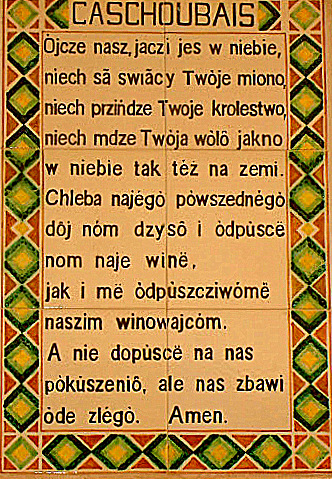
Pai Nosso, em cassúbio, em uma escritura na Igreja Católica Pater Noster, em Jerusalém

### Pai Nosso
Pai Nosso, em Cassúbio:
Òjcze nasz, jaczi jes w niebie,

niech sã swiãcy Twòje miono,

niech przińdze Twòje królestwò,

niech mdze Twòja wòlô

jakno w niebie tak téż na zemi.

Chleba najégò pòwszednégò dôj nóm dzysô

i òdpùscë nóm naje winë,

jak i më òdpùszcziwómë naszim winowajcóm.

A nie dopùscë na nas pòkùszeniô,

ale nas zbawi òde złégò. Amen

### Kaszëbsczé nótë

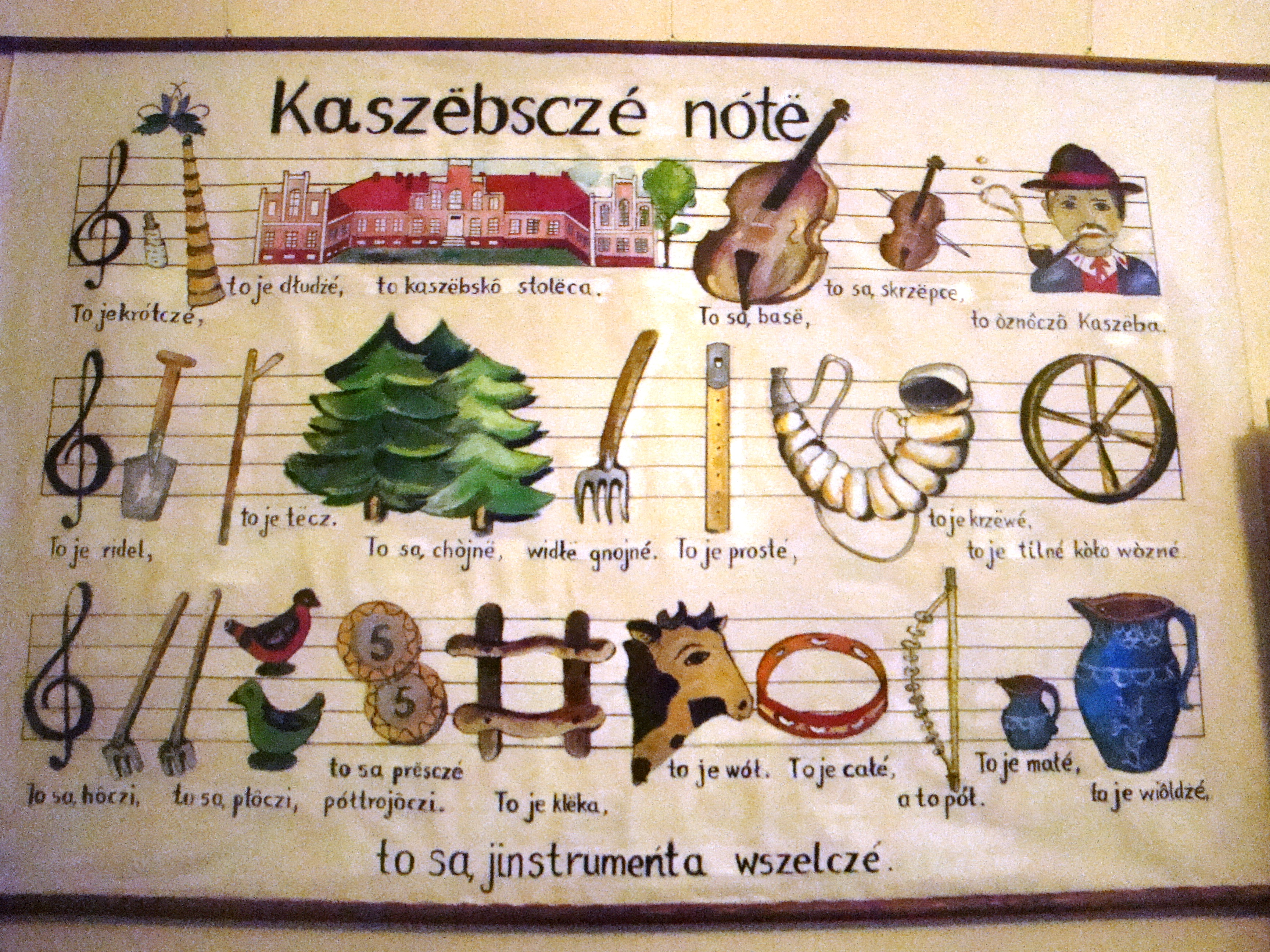
Imagem utilizada no acompanhamento da música Kaszëbsczé nótë

Kaszëbsczé nótë, uma música tradicional, geralmente utilizada no auxílio do aprendizado do idioma. A música foi abordada por um problema da Olimpíada Brasileira de Linguística na primeira fase da edição Yora, de 2018:
To je krótczé, to je dłudżé, to kaszëbskô stolëca,

to są basë, to są skrzëpczi, to òznôczô Kaszëba.

Òznôczô Kaszëba, basë, skrzëpczi,

krótczé, dłudżé, to kaszëbskô stolëca.

To je ridel, to je ticz, to są chòjnë, widłë gnojné.

Chòjnë, widłë gnojné, ridel, ticz,

òznôczô Kaszëba, basë, skrzëpczi,

krótczé, dłudżé, to kaszëbskô stolëca.

To je prosté, to je krzëwé, to je slédné [tilné] kòło wòzné.

Slédné kòło wòzné, prosté, krzëwé,

chòjnë, widłë gnojné, ridel, ticz,

òznôczô Kaszëba, basë, skrzëpczi,

krótczé, dłudżé, to kaszëbskô stolëca.

To są hôczi, to są ptôczi, to są prësczé półtrojôczi [półtorôczi].

Hôk, ptôk, półtrojôk,

slédné kòło wòzné, prosté, krzëwé,

chòjnë, widłë gnojné, ridel, ticz,

òznôczô Kaszëba, basë, skrzëpczi,

krótczé, dłudżé, to kaszëbskô stolëca.

To je klëka, to je wół, to je całé, a to pół.

Całé, pół, klëka, wół,

hôk, ptôk, półtrojôk,

slédné kòło wòzné, prosté, krzëwé,

chòjnë, widłë gnojné, ridel, ticz,

òznôczô Kaszëba, basë, skrzëpczi,

krótczé, dłudżé, to kaszëbskô stolëca.

To je môłé, a to wiôldżé, to są jinstrumenta wszelczé.

## Uso na mídia
- A língua cassúbia foi assunto de dois problemas da Olimpíada Brasileira de Linguística: A última questão da 1ª fase da edição Yora,[13] de 2018 e a última questão da 1ª fase B da edição Kubata, de 2020.